# Americabaetis alphus
Americabaetis alphus är en dagsländeart som beskrevs av Lugo-ortiz och Mccafferty 1996. Americabaetis alphus ingår i släktet Americabaetis och familjen ådagsländor. Inga underarter finns listade i Catalogue of Life.